# Joseph Mascolo
Joseph Mascolo (West Hartford (Connecticut), 13 maart 1929 - 8 december 2016) was een Amerikaanse acteur en soapveteraan.
Mascolo speelde in de film Jaws 2 uit 1978 waar hij in de bestuursraad zat van het dorpje dat geteisterd werd door een haai, maar dat niet wilde geloven en commissaris Brody tegenwerkte. Hij speelde rollen in soaps als General Hospital, Santa Barbara en Where the Heart Is.
In 1982 begon hij met zijn meest bekende rol als Stefano DiMera in Days of our Lives, hij speelde de rol tot 1985, kwam in 1988 kort even terug en van 1993 tot 2001 speelde hij zijn rol opnieuw. Hij is een van de grootste slechteriken die er in soapland te vinden zijn.
In 2001 verhuisde hij naar soap The Bold and the Beautiful, waar hij magnaat Massimo Marone speelt. Hij blijkt de echte vader van Ridge Forrester te zijn en doet er alles aan om zijn relatie met Brooke tegen te werken. Omdat zijn personage steeds minder aan bod kwam besloot Mascolo zijn contract niet meer te vernieuwen en stopte hij in de zomer van 2006 met The Bold.
Een onmiddellijke terugkeer naar Days, wat velen verwachtten, zat er niet in. Er waren wel onderhandelingen maar Mascolo wilde voor een lange termijn terugkeren terwijl de schrijvers van de show hem enkel voor een korte verhaallijn terugwilden. In juni 2007 werd echter bekend dat hij toch terug zou keren samen met nog drie andere DiMera's.
Hij kreeg de Ziekte van Alzheimer en overleed op 87-jarige leeftijd eind 2016.
- Bibliothèque nationale de France: cb142042190 (data)
- International Standard Name Identifier: 0000 0001 1861 0972
- Library of Congress Control Number: no2011048653
- Istituto Centrale per il Catalogo Unico: DDSV132666
- SNAC: w6nk4416
- Virtual International Authority File: 169796584
- WorldCat: E39PBJtxfvdRCTTy7h49DgFdwC